# Дёмин, Пантелей Иванович
Пантелей Иванович Дёмин (15 июня 1924—30 августа 1992) — советский военнослужащий, участник Великой Отечественной войны, полный кавалер Ордена Славы, командир сапёрного отделения 172-го гвардейского стрелкового полка, гвардии старшина.

## Биография
Пантелей Иванович Дёмин родился 15 июня 1924 года в крестьянской семье. Окончил 4 класса в 1936 году. Работал в колхозе. Член КПСС с 1946. В РККА с декабря 1942 года. На фронте — с марта 1943 года. Особо отличился при освобождении Украины, форсировании Вислы и при штурме Берлина.
Сапёр 172-го гвардейского стрелкового полка (57-я гвардейская стрелковая дивизия, 8-я гвардейская армия, 3-й Украинский фронт) гвардии рядовой Дёмин П. И. в ходе боёв 15 декабря 1943 — 7 января 1944 в 17—20 км восточнее деревни Лошкарёвка Софненского района Днепропетровской области Украины вместе с товарищами снял свыше 300 вражеских мин, проделал 6 проходов в проволочных заграждениях, установил около 1500 мин перед нашим передним краем. 16 февраля 1944 награждён орденом Славы 3-й степени.
Командир сапёрного отделения гвардии сержант Дёмин П. И. 1 августа 1944 при форсировании Вислы у села Пшевуз (14 км восточнее населённого пункта Варка в Польше) высадил на левом берегу группу разведчиков, затем под обстрелом противника совершил на лодке еще около 30 рейсов, переправляя личный состав полка. 27 августа 1944 награждён орденом Славы 2-й степени.
В уличных боях в городе Берлине 16 апреля 1945 гвардии сержант Дёмин П. И. со своим отделением проделал 6 проходов в заграждениях противника, обезвредил около 70 мин. 24 апреля 1945 подорвал с бойцами 2 дзота, проделал несколько проходов в противотанковых баррикадах. 15 мая 1946 награждён орденом Славы 1-й степени.
В марте 1947 гвардии старшина Дёмин П. И. демобилизован. Вернулся на родину. В 1948—1949 обучался в Константиновской сельскохозяйственной школе, получил квалификацию «ветеринарный фельдшер». Работал ветеринарным техником в совхозе, бригадиром полеводческой бригады совхоза. Ныне живёт в станице Мешковская Верхнедонского района Ростовской области.

## Награды
- Орден Отечественной войны I степени. Указ Президиума Верховного Совета СССР от 11 марта 1985 года.
- Орден Отечественной войны II степени. Приказ командира 4 гвардейского стрелкового корпуса № 152/н от 13 марта 1945 года.
- Орден Славы I степени (№ 1132). Указ Президиума Верховного Совета СССР от 15 мая 1945 года.
- Орден Славы II степени (№ 4173). Приказ Военного совета 8 гвардейской армии № 298/н от 27 августа 1944 года.
- Орден Славы III степени (№ 31022). Приказ командира 57 гвардейской стрелковой дивизии № 046 от 16 февраля 1944 года.
- Медаль «За боевые заслуги». Приказ командира 172 гвардейского стрелкового полка № 021/н от 13 сентября 1943 года.
- Медаль «За победу над Германией в Великой Отечественной войне 1941—1945 гг.». Указ Президиума Верховного Совета СССР от 9 мая 1945 года.
- Медаль «За взятие Берлина». Указ Президиума Верховного Совета СССР от 9 июня 1945 года.
- Другие медали СССР.